# Моршайд
Моршайд (нем. Morscheid) — община в Германии, в земле Рейнланд-Пфальц. 
Входит в состав района Трир-Саарбург. Подчиняется управлению Рувер.  Население составляет 967 человек (на 31 декабря 2010 года). Занимает площадь 5,48 км².

Замок Мариенляй